# Simet László
ifj. Simet László (Budapest, 1959. augusztus 4. –) magyar érdemes művész, Hortobágyi Károly-díjjal, a Magyar Érdemrend Lovagkeresztjével és Magyar Érdemrend Tisztikeresztjével kitüntetett magyar artistaművész, számos nemzetközi cirkuszfesztivál díjazottja..

## Élete
Ifj. Simet László édesapjától, id. Simet Lászlótól tanulta a magasdrót-egyensúlyozást, akit Balogh Mihály „Baldio” artistaművész, a magyar cirkuszvilág meghatározó alakja fedezett fel, majd 1955-ben felkérte, hogy csatlakozzon a Baldio Csoporthoz. 
Ifj. Simet László húszévesen, 1978-ban csatlakozott szülei magasdrót-egyensúlyozó számához, 1978-tól velük lépett fel a világ legnevesebb cirkuszaiban 3 Simet művésznéven. 1989-től drótkötélen motorozik, majd 1995-től a halálkerék is színesíti produkcióját. Legújabb produkciója az Astronauts címet viseli, ami a halálkerék és a magasdrót kombinációja, jelenleg teljesen egyedülálló a világon[forrás?], 2013-ban debütált a Fővárosi Nagycirkuszban. 
Tizenhárom éven át visszatérő szereplő volt a Cirque du Soleil műsoraiban (Chemins Invisibles, Le hangar des Oubliés) ahol 2013-ban a Le hangar des Oubliés előadásban főszerepet is játszott, a québeci vámház vámtisztjét alakította halálkerék produkcióval. 
Dél-Amerika kivételével az összes kontinensen fellépett a legnevesebb cirkuszokban, szabadtéri szórakoztató parkokban, színházakban és stadionokban. Több alkalommal fellépett Közép-Európa egyetlen kőcirkuszában, a Fővárosi Nagycirkuszban. 
Az úgynevezett Skywalk cirkuszi számmal 50 méteres magasságban sétált át a drótkötélen a 2012-es londoni olimpia és paralimpia záróünnepségén. A mai napig aktív, 64 éves artistaművész 2019-ben megdöntötte saját magassági rekordját: Kínában, az első Wencheng Dawazi International Competition Fesztiválon 87 méter magasban, egy 157 méter hosszú drótkötélen többször is átszaladt.
Tehetségét számos szakmai díjjal jutalmazták, többek között Érdemes Művész Hortobágyi Károly-díjjal, a Magyar Érdemrend Lovagkeresztjével, emellett
számos nemzetközi cirkuszfesztiválon aratott sikert.
2023. április 15-én Budapest belvárosában 30 méter magasan sétált át a Duna felett egy kifeszített drótkötélen.

## Díjai
Állami díjak
Hortobágyi Károly-díj (1992)
Magyar Érdemrend Lovagkeresztje (2006)
Magyar Érdemrend Tisztikeresztje (2020)
Érdemes Művész (2022)
Cirkuszfesztivál-díjak
1983 – Kiváló Ifjú Artista
1996 – A moszkvai Bolsoj Cirkusz Bronz-díja és különdíja az 1. Budapesti Nemzetközi Cirkuszfesztiválon
1996 – Arany-díj a Wuhani Nemzetközi Cirkuszfesztiválon (Kína)
1998 – Arany-díj a Varsói Zalewski Nemzetközi Cirkuszfesztiválon (Lengyelország)
2005 – Bronz-díj a Wuqiao Nemzetközi Cirkuszfesztiválon (Kína)
2008 – Ezüst-díj a Sain-Paul-les-Dax Nemzetközi Cirkuszfesztiválon (Franciaország)
2008 – Ezüst-díj a Grenoble-i Nemzetközi Cirkuszfesztiválon (Franciaország)
2010 – Arany-díj a Bukaresti Nemzetközi Cirkuszfesztiválon
2013 – Bronz-díj a Grenoble-i Nemzetközi Cirkuszfesztiválon
2014 – Ezüst-díj a Budapesti Nemzetközi Cirkuszfesztiválon
2014 – Ezüst-díj a Massy-i Nemzetközi Cirkuszfesztiválon (Franciaország)
2017 – Ezüst-díj a 1er Festival International du Cirque en Val de Loire-on (Franciaország)
2018 – Arany-díj az Albacete-i Nemzetközi Cirkuszfesztiválon (Spanyolország)